# 山根皓太
山根 皓太（やまね こうた、1992年1月22日 - ）は、日本のラグビー選手。

## プロフィール
- 千葉県出身[1]。
- ポジションはプロップ(PR)。
- 身長 176cm、体重 118kg
- 趣味はゲームで、腕前は超一流
- スイッチが入ったら誰も止めることはできない
- U19日本代表に選ばれたことがある[2]。
- 無類のゲーム好き

大学時代は日本代表の稲垣啓太とも対峙したこともある。

## 略歴
2010年、流経大柏高校卒業後、流通経済大学に入る。
2015年、流通経済大学卒業後、日野自動車レッドドルフィンズに加入。同年9月23日に行われたトップイーストリーグDiv.1・3節の釜石シーウェイブス戦に先発出場で公式戦初出場を果たす。
2018年、日野自動車レッドドルフィンズを退団した。